# Imagens do Inconsciente
Imagens do Inconsciente é um documentário brasileiro de 1988, dirigido por Leon Hirszman, sobre três pacientes esquizofrênicos tratados pela médica psiquiátrica Nise da Silveira no então Centro Psiquiátrico Pedro II.

## Sinopse
A partir de casos clínicos e terapias, baseadas numa abordagem humanista e na expressão artística, conduzidas pela pioneira psiquiatra Nise da Silveira, no Centro Psiquiátrico Pedro II, o documentário reconta a história de Fernando Diniz, Adelina Gomes e Carlos Pertuis que, por meio de pinturas altamente expressivas, estabelecem uma ponte entre seus interiores mais íntimos e a realidade mais aguda. 

## Produção
Após o lançamento de seu longa-metragem Eles não usam black-tie, Hirszman dedicou-se a um projeto Imagens do inconsciente, que alimentava desde o fim da década de 1960.
As gravações foram realizadas entre 1983 e 1986 no então Centro Psiquiátrico Pedro II, cuja responsável era a psiquiatra junguiana Nise da Silveira, que ajudou o diretor no roteiro do filme.
O documentário foi dividido em três episódios: Em Busca do Espaço Cotidiano (sobre Fernando Diniz), No Reino das Mães (sobre Adelina Gomes) e A Barca do Sol (sobre Carlos Pertuis).

## Lançamento
Hirszman concluiu a montagem do documentário, mas morreu um ano antes do lançamento do filme, feito em uma sessão no Museu da Imagem e do Som de São Paulo, em maio de 1988.
Em uma votação com dezenas de críticos e pesquisadores de cinema organizada pela Associação Brasileira de Críticos de Cinema, o filme foi eleito como um dos melhores documentários da história do cinema brasileiro.